# コウルズ財団
コウルズ財団(Cowles Foundation)もしくは経済学研究のためのコウルズ委員会(The Cowles Commission for Research in Economics)は、アメリカ合衆国に所在する経済学の研究機関。現在の所在地はコネティカット州ニュー・ヘイヴンのイェール大学である。経済学における数学的、統計的方法の発展を主な目的としている。委員会のメンバーから多数のノーベル経済学賞受賞者を輩出し、20世紀中葉における一般均衡理論と計量経済学の発展に深く関わってきた。現在の委員長はフィリップ・ハイレ。

## 沿革
1932年にビジネスマンで経済学者でもあったアルフレッド・コウルズによりコロラド州コロラドスプリングスを本拠として設立された。
シカゴ大学の教授であったセオドア・インテマが委員長に就任すると1939年にはシカゴ大学に移り、1943年からはやはりシカゴ大学の教授であるヤコブ・マルシャックが委員長を務めた。1948年にはチャリング・クープマンスが委員長に就任し、クープマンスは以後1967年まで3度にわたり断続的に委員長を務めた。
1950年代に入るとコウルズ委員会に対するシカゴ大学の経済学部の敵意が高まり、両者の対立が見られるようになった。そのためクープマンスは委員会のメンバーを説得し、1955年に委員会をイェール大学に移した。なおこのイェールへの移転を機に名称をコウルズ財団に改称し現在に至っている。1967年まではクープマンスとジェームズ・トービンが交互に委員長を務めたが、その後はハーバート・スカーフ、マーティン・シュービックら数理経済学の重要人物が委員長を歴任した。

## モットー
コウルズ委員会のモットーは「科学とは計測なり」であり、このモットーが示すように経済学の理論と数学や統計学を結びつけることが委員会の目的であった。従って委員会の経済学への貢献は一般均衡理論と計量経済学、及びその関連分野に集中している。それらの業績は一般均衡理論と計量経済学を確立し、さらにこの2つの分野を統合することを意図していた。
こうしたコウルズ委員会の研究プログラムを進展させる上で重要な役割を果たしたのが、1930年代から40年代にかけて中央ヨーロッパから亡命してきた経済学者、数学者、統計学者たちであった。その中にはワルラスやカッセルの一般均衡体系を研究してきたウィーン学団のメンバーも含まれており、とりわけ一般均衡の一意性を初めて証明したエイブラハム・ワルドは重要人物である。

## 建物
（浜田宏一『アメリカは日本経済の復活を知っている』、講談社、p262）

「本書の骨格ができあがったころ、間渕さん（講談社）がアメリカ・コネティカット州、ニュー・ヘイブンにあるイェール大学に訪ねてこられた。そこでアイビー・リーグに属するイェール大学の古い建物の前で、私の写真をとった。それが本書の表紙になった。私は、彼をイェール大学の経済学部、コウルス研究所のコーヒー・ルームに案内した。大学院生時代、私もそこにある図書館で多くの時間を過ごした懐かしい建物である。そこにはアービング・フィッシャー、チャリング・クープマンス、それに指導教授ジェームズ・トービンの経済学の三巨匠の写真が飾られ、我々を見下ろしている。」

## 研究プログラム

### 一般均衡理論における成果
初期のコウルズ委員会において一般均衡理論に関して研究を行なった当時アメリカに拠点を置いていた経済学者としては、インテマ、オスカー・ランゲ、ジェイコブ・モサクといった人々が挙げられる。この時期の研究をまとめたモノグラフとして代表的なのは、ランゲのPrice Flexibility and Employment(『価格伸縮性と雇用』、1944年)とモサクのGeneral Equilibrium Theory in International Trade(『国際貿易における一般均衡理論』、1944年)である。また委員会は最初期からヨーロッパの経済学者と交流があり、上述した亡命学者以外にもラグナー・フリッシュやロンドン・スクール・オブ・エコノミクス(LSE)のアバ・ラーナー、R・G・D・アレンらが参加している。1940年代にはヨーロッパからクープマンス、マルシャックの他レオニード・ハーヴィッツやニコラス・ジョージェスク＝レーゲンがコウルズ委員会に籍を置いた。続いてフランスからはジェラール・ドブリュー、エドマン・マランヴォーが参加し、特にブルバキストとして数学の教育を受けたドブリューは公理主義のアプローチによる一般均衡理論の再構成に尽力した。アメリカ国内からもケネス・アロー、ハーバート・サイモン、ライオネル・マッケンジー、デイヴィッド・ゲールらが委員会に加わった。
上述のように1940年代には多くの優秀な経済学者がコウルズ委員会に集結したが、その中でまず議論されたのが活動分析と資源配分の問題への線形計画法の応用であった。これはジョン・フォン・ノイマンやワルドの研究に刺激されたものであり、当初は生産サイドに力点を置いていた。後に活動分析は需要サイドにも拡張され、これらの研究の成果はクープマンスを編者とした論文集Activity Analysis of Production and Allocation(『生産と配分の活動分析』、1951年)にまとめられた。同じ1951年にはコウルズ委員会のモノグラフの1つとしてアローのSocial Choice and Individual Values(『社会的選択と個人的評価』)が出版され、社会選択理論が確立された。
これと前後してロイ・ラドナー、フランコ・モディリアーニ、ハリー・マーコウィッツらが委員会に参加し、後にコウルズ委員会の研究プログラムに新たな方向性を与えることになる。ところで1950年代には一般均衡理論の発展にとって重要な業績が相次いで発表された。中でも一般均衡(競争均衡)の存在と安定性が証明されたことは、分析手法としての一般均衡理論の確立につながった。このような一般均衡理論の確立に最も重要な役割を果たしたのはアロー、ドブリュー、マッケンジーといったコウルズ委員会のメンバーであった。一般均衡理論の分野でコウルズ委員会の研究が達成した成果は、ドブリューの著書Theory of Value: An Axiomatic Analysis of Economic Equilibrium(『価値の理論―経済均衡の公理的分析』、1959年)にまとめられている。
イェール大学に移転後にはさらに多くの、また異なる背景を持った経済学者がコウルズ委員会に参加することとなった。後に委員長を務めることになるジェームズ・トービン、ハーバート・スカーフ、マーティン・シュービックはいずれもイェール移転後のメンバーである。またエドモンド・フェルプスやジョゼフ・スティグリッツも委員会の活動に携わっている。1950年代末以降のコウルズ委員会の研究プログラムは、一般均衡理論が一応の完成をみたこともあって、一般均衡理論を拡張することや一般均衡とエッジワースが想定したような交換経済の帰結との関係を考えることに焦点が当てられるようになった。その1つの方向が一般均衡理論に不確実性を導入することであり、そのためにアローとドブリューはアロー＝ドブリュー証券を考案した。これと関連して投資や金融市場、資産市場にも関心が向けられファイナンス理論への貢献も目立ち始めた。ドブリューの『価値の理論』が出版されたのと同じ1959年にはマーコウィッツの手によるPortfolio Selection(『ポートフォリオ選択』)が刊行された。これは資産選択や安全資産と危険資産の最適保有率に関するマーコウィッツの先駆的な研究をまとめたものである。モディリアーニ＝ミラー定理をはじめとするモディリアーニの金融市場における企業の資金調達に関する分析や、トービンによる「トービンのq」に代表される投資理論への貢献もこの流れに位置づけられる。1967年にはトービンとドナルド・ヘスターの編集により不確実性のある場合の選択、もしくはファイナンス理論に関する3本のモノグラフが刊行された。競争均衡とエッジワースのコアとの関係についてはドブリューとスカーフが研究を行い、交換経済においてエージェントを増やすにつれてコアの資源配分の集合は縮小して競争均衡の資源配分の集合に近づき極限においては(エージェントの数を無限にすると)両者は一致するとする極限定理を証明した。またシュービックは同時期に同じような研究を行ったロイド・シャープレーらと独立に協力ゲーム理論を用いてエッジワースの交換経済を定式化した。他にも1972年に出版されたマルシャックとラドナーのEconomic Theory of Termsでは一般均衡体系の動学化が検討されている。さらにスカーフは一般均衡理論にコンピュータによる数値計算の手法を持ち込み、応用一般均衡モデルの方法論を確立した。スカーフの成果はComputation of Economic Equilibria(1973年)に集約されている。

### 計量経済学における成果
1930年代のアメリカでは全米経済研究所を中心に景気循環に関するデータを収集し経験的に分析を行う研究が隆盛を誇った。しかしこれらの分析は統計学的な推計の手法をとっておらず、計量分析としては不十分なものであった。これを踏まえて計量経済学の理論を確立しその理論を基礎に分析を行うべきとの既存の研究に対する批判が高まった。その批判の中心人物はクープマンス、ラグナー・フリッシュ、エヴゲニー・スルツキーらであり、このうちクープマンスとフリッシュはコウルズ委員会に参加し計量経済学の確立に尽力した。ジョン・メイナード・ケインズによる『一般理論』が登場すると、計量経済学に関する理論は大きく発展した。何故ならばケインズの理論は入手可能なマクロ経済のパラメーター(たとえば総消費、所得、投資)に関する単純な方程式を提供するものであり、また当時はそのようなパラメーターがマクロ経済の構造を表現すると考えられたからである。このような計量経済学の発展において画期的だったのはヤン・ティンバーゲンの計量モデルであったが、彼のモデルはケインズ本人の批判を招いた。この批判を受けてコウルズ委員会のクープマンス、フリッシュ、ワルド、マルシャック、トリグヴェ・ホーヴェルモ、ローレンス・クラインらによる新しい計量経済学の手法の検討が行われた。
中でも非常に重要な貢献はホーヴェルモによる確率論的な計量経済学の理論であった。確率論的アプローチの重要性は予てから多くの研究者により指摘されていたところであるが、これをはじめて定式化したのはホーヴェルモであった。ホーヴェルモの理論はコウルズ委員会を通じて広く普及し、計量経済学において支配的となった。こうして最小二乗法など古典的な計量経済学の理論が確立され、本格的な経験的な分析が可能となった。理論面におけるコウルズ委員会の成果はクープマンスの編集したStatistical Inference in Dynamic Economic Models(1950年)にまとめられている。
本格的な経験的分析の時代の到来と共にコウルズ委員会が取り組んだのは、連立方程式の体系から成る大規模モデルを用いてマクロ経済の構造を示すと考えられる全てのパラメーターを推計することであった。このプログラムの推進に関しての最重要人物はクラインであり、彼の手になるクライン・モデルは非常に著名である。クラインは自身のモデルを実際のアメリカの景気循環に適応し、コウルズ委員会のモノグラフとして出版されたEconomic Fluctuations in the United States, 1921-1941(1950年)にまとめ世に問うた。このモノグラフを通じてクライン・モデルは世界中に知られるところとなった。さらにモディリアーニはいわゆるMPSモデルを開発し、連立方程式による大規模モデルの構築の分野でも貢献している。ただしこれらの大規模モデルは実際の景気循環の推定というよりむしろ政策の影響を推定するなど政策立案のために用いられることが多かった。
しかしながら大規模モデルに関する研究は1950年代をピークに次第に沈滞することとなる。さらに1970年代に入ると大規模モデルは数々の批判にさらされ、計量経済学のモデルとしての妥当性を疑われることになった。とりわけ決定的だったのはロバート・ルーカスによるルーカス批判であり、これは大規模モデルが一定のパラメーターと考えていたマクロ経済に関する指標が実は政策の変更とそれに対する人々の期待(予測)に応じて変化する変数であることを指摘したものであった。すなわち大規模モデルは、これらのマクロ経済変数がマクロ経済の構造を表し従ってモデルによって構造を推定できると想定していたが、それらはマクロ経済の構造を表すものではないことが明らかとなったのである。故にクライン・モデルのような従来の大規模モデルは景気循環を推計するモデルとしての役割を終えたと見なされることとなった。それでもなお、1980年代にはレイ・フェアにより大規模モデルを再検討する動きが見られた。

## ノーベル経済学賞とコウルズ委員会
コウルズ委員会在籍中にノーベル賞を受賞した経済学者として
- チャリング・クープマンス
- ケネス・アロー
- ジェラール・ドブリュー
- ジェームズ・トービン
- フランコ・モディリアーニ
- ハーバート・サイモン
- ローレンス・クライン
- トリグヴェ・ホーヴェルモ
- ハリー・マーコウィッツ

がいる。
また委員会に在籍の経験のあるものも含めれば
- ラグナー・フリッシュ
- ジョゼフ・スティグリッツ
- エドモンド・フェルプス
- レオニード・ハーヴィッツ

を挙げることができる。